# Lamotrek
Lamotrek ou Lamutrek est un atoll situé dans les îles Carolines dans l'Océan Pacifique. Il appartient aux îles extérieures de Yap. Il constitue une municipalité de l'État de Yap des États fédérés de Micronésie. Dans le cadre des élections législatives internes à l'État de Yap, la municipalité appartient avec celles d'Elato et de Satawal au cinquième district électoral. Ce district élit pour quatre ans un sénateur au scrutin uninominal majoritaire à un tour,. La langue locale est un dialecte du woleai.

## Géographie

### Topographie
L'atoll se situe à 9 km à l'est d'Elato et à 71 km au sud-ouest de Piagailoe. L'atoll mesure 11,5 km de long et jusqu'à 6,5 km. Il enclot un lagon de 32 km2. La superficie des terres émergées est d'un peu moins de 1 km2. Les trois îles végétalisées de l'atoll sont Falaite (au nord-ouest), Pugue (au nord-est) et Lamotrek (au sud). 

### Démographie
| 1920      | 1925       | 1930       | 1935       | 1958 | 1967       |
| --------- | ---------- | ---------- | ---------- | ---- | ---------- |
| 92 (est.) | 206 (est.) | 162 (est.) | 174 (est.) | 172  | 243 (est.) |

| 1973 | 1980 | 1987 | 1994 | 2000 | 2010 |
| ---- | ---- | ---- | ---- | ---- | ---- |
| 233  | 242  | 274  | 385  | 339  | 329  |

## Histoire
Les îles Carolines sont sous domination espagnole du XVIe siècle jusqu'à la fin du XIXe siècle, mais la plupart des communautés des îles de l'actuel État de Yap n'ont que peu de contacts avec les Européens et vivent en toute indépendance. En 1885, à la suite d'un conflit entre l'Espagne et l'Allemagne, l'arbitrage de Léon XIII en confirme la possession à l'Espagne contre des avantages commerciaux pour l'Allemagne. Celle-ci acquiert ces îles en 1899 et les intègrent à la Nouvelle-guinée allemande. En 1891, la compagnie japonaise Nanyo Boeki Murayama Gomei  Kaisha obtient l'autorisation de commercer avec Lamotrek. Au début de la Première Guerre mondiale, en 1914, l'empire du Japon occupe la zone. Cette occupation est légalisée dans le cadre du Mandat des îles du Pacifique créé en 1919 par la Société des Nations. Les îles Carolines passent sous le contrôle des États-Unis en 1944 et les administrent en tant que Territoire sous tutelle des îles du Pacifique dans le cadre d'un mandat de l'ONU reçu en 1947. Les États fédérés de Micronésie accèdent à l'indépendance en 1986.

## Navigation
À la suite d'un tremblement de terre en janvier 1849, trois bateaux en provenance de Satawal et de Lamotrek viennent à Saipan dans les îles Mariannes du Nord pour que leurs occupants s'y installent.